# Obanazawa
Obanazawa (尾花沢市?) è una città giapponese della prefettura di Yamagata.